# Fachobjektiv

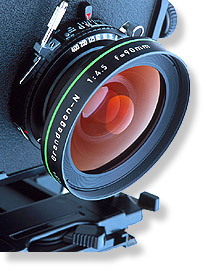
Fachobjektiv, hier ein Weitwinkel

Als Fachobjektiv bezeichnet man ein fotografisches Aufnahmeobjektiv, das in sog. Fachkameras, insbesondere Großformatkameras, verwendet wird.
Fachobjektive werden in der Regel in einen Zentralverschluss eingeschraubt, welcher wiederum in einer entsprechenden Bohrung auf einer Objektivplatte mittig eingesetzt wird. Teils werden die Objektive auch mit Hinterlinsenverschlüssen eingesetzt. Mit der Objektivplatte wird das Objektiv in die Frontstandarte der Fachkamera eingesetzt.
Fachobjektive werden bzw. wurden besonders von folgenden Herstellern in verschiedenen Objektivreihen produziert:
- Jos. Schneider Optische Werke GmbH, kurz: Schneider-Kreuznach
(Super-)Angulon, (Apo-)Symmar, Apo-Artar, G-Claron, (Apo-)Tele-Xenar, Tele-Arton, Xenar, Xenotar
- Rodenstock
(Apo-)Sironar, Apo-Ronar, (Apo-)Grandagon, Imagon, Rotelar, HR-Digaron
- Carl Zeiss
Apo-Germinar, Biogon, Planar, Sonnar, Tessar
- Fuji
Fujinon
- Nikon (Produktion 2006 eingestellt)
Nikkor-W, Nikkor-SW, Nikkor-M, Nikkor-T
- Voigtländer (historisch)
Apo-Lanthar, Heliar
- Optische Anstalt Goerz (historisch)
Dagor, Artar
- Kodak (historisch)
Ektar

Zum Bereich der Fachobjektive gehören auch die verschlusslosen Reproduktionsobjektive.